# ステイト・オブ・ザ・ネイション
「ステイト・オブ・ザ・ネイション」（State Of The Nation）は、ニュー・オーダーが1986年に発表したヒット曲である。

## 概要
1985年5月の来日公演時、当時日本でファクトリー・レコードの販売を行っていた日本コロムビアのスタジオにて録音された楽曲（宝島1985年7月号に掲載されたピーター・フックへのインタビューによると、当初は坂本龍一がプロデュースを行う予定であったが、坂本側の事情によりキャンセル、結局セルフプロデュースとなったとのこと）。後に『サブスタンス』などのベスト・アルバムや、アルバム『ブラザーフッド』の再発盤にも収録された。この曲はアシッド後に発生したアンビエント・ハウスのシーンへ大きな影響を与え、アンビエント・ハウスの元祖と評されるきっかけとなった曲である。
ファクトリー・レコードのカタログ番号はFAC 153。全英シングルチャートで最高位30位を記録。

## 12インチシングル収録曲
- Side-A ステイト・オブ・ザ・ネイション State Of The Nation - 6:32
- Side-B シェイム・オブ・ザ・ネイション Shame Of The Nation - 7:54
  - カップリング曲の「シェイム・オブ・ザ・ネイション」は「ステイト・オブ・ザ・ネイション」の別ヴァージョンである。

## チャート
| チャート（1986年）               | 最高順位 |
| -------------------------------- | -------- |
| イギリス（全英アルバムチャート） | 30       |